# Венинг, Элизабет
Эли́забет Ве́нинг (нидерл. Elisabeth Veening) — нидерландская кёрлингистка.
В составе женской сборной Нидерландов участник чемпионата мира 1986 (заняли десятое место).
Играла на позиции третьего.

## Команды
| Сезон   | Четвёртый        | Третий          | Второй          | Первый           | Турниры            |
| ------- | ---------------- | --------------- | --------------- | ---------------- | ------------------ |
| 1985—86 | Лаура ван Имхофф | Элизабет Венинг | Йенни Бовенсхен | Марджори Кверидо | ЧМ 1986 (10 место) |

(скипы выделены полужирным шрифтом)